# Англійський парк (Єреван)
Англійський парк (Англійська сад; вірм. Անգլիական այգի) — громадський парк у Єревані, Вірменія. Розташований на Італійській вулиці. Він займає площу 5,5 га в центральному районі Кентрон, на південний захід від площі Республіки.

## Історія
Англійський сад є одним з найстаріших парків міста Єревана. Закладений у 1860-х роках губернатором Еріванської губернії генерал-майором Михайлом Астаф'євим. У 1880-х роках до проблеми благоустрою парку привертав увагу відомий єреванський лікар Левон Тигранян, проте міська дума не стала розглядати це питання. Проблема благоустрою саду була знову піднята в 1894 році. Був складений план реконструкції, згідно з яким у парку мало бути кілька алей, ларьків. Заболочені ділянки пропонувалося осушити дренажами, планувалося висадити сотні дерев та кущів. У 1895 році сад здали в оренду Лівому Баклачяну терміном на 12 років за умови, що протягом трьох років він виконає заплановані роботи з благоустрою і буде утримувати сад в хорошому стані. Баклачян не виконав взятих на себе зобов'язань, тому реконструкцією парку зайнявся міський голова Ісаак Мелік-Агамалян. Роботи з благоустрою тривали понад 10 років. Парк був відкритий для відвідувачів лише 3 жовтня 1910 року.
У 1920 році в Англійському парку відбувся перший в історії Вірменії футбольний матч, грали команди Єревану і Александрополя (нині Гюмрі). У радянські роки парк був названий на честь 26 Бакинських комісарів. Після здобуття Вірменією незалежності, відновлено первісну назву парку.

## Парк сьогодні
В Англійському парку знаходяться Вірменський театр імені Сундукяна, посольства Франції і Італії і готель «Конгрес-отель».
У парку встановлено бюст вірменського драматурга Габріела Сундукяна і скульптура його персонажа, рибака Пепо.
Центральний фонтан парку є улюбленим місцем для фотографування у молодят.

## Галерея

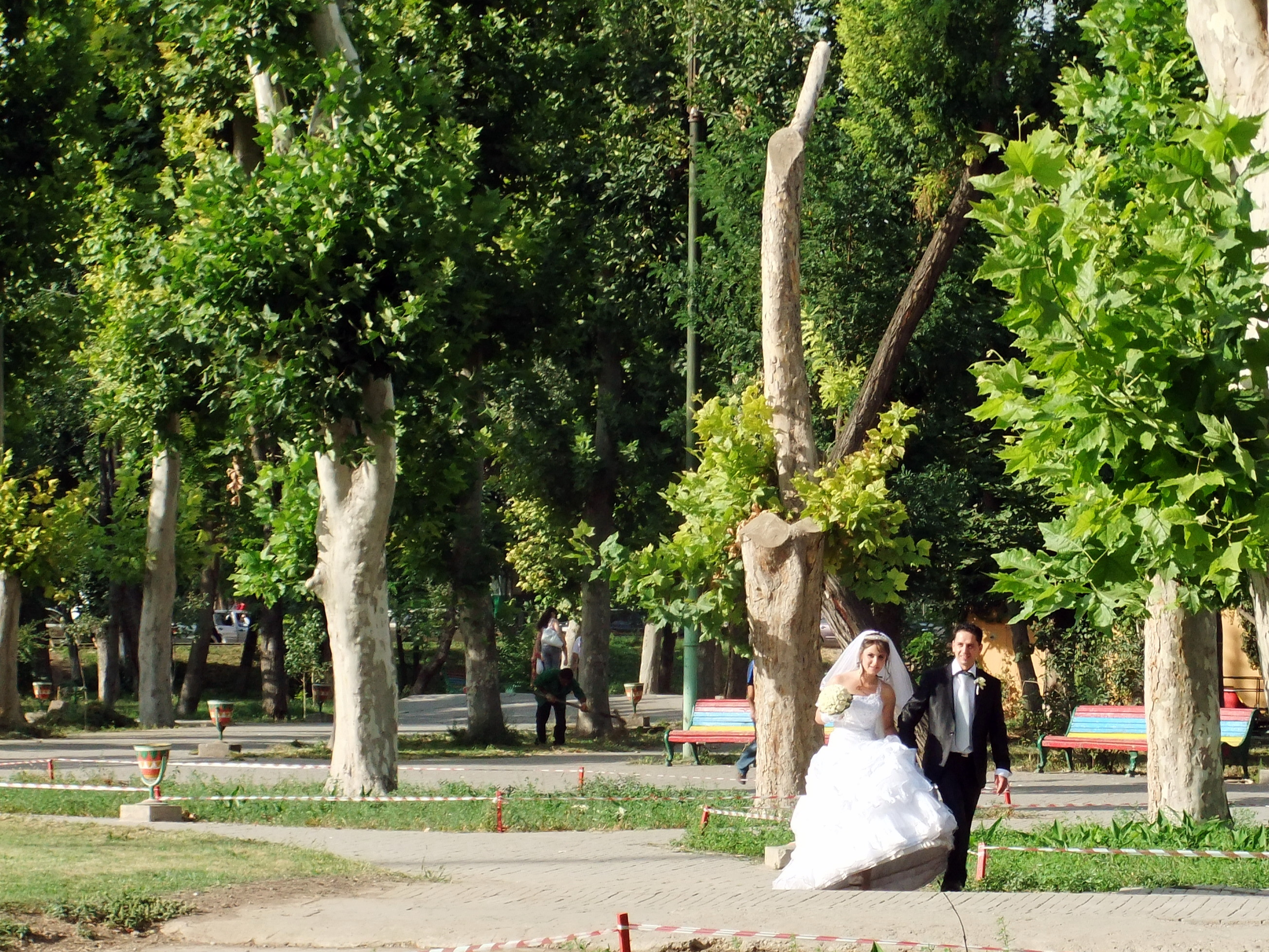
Вид парку
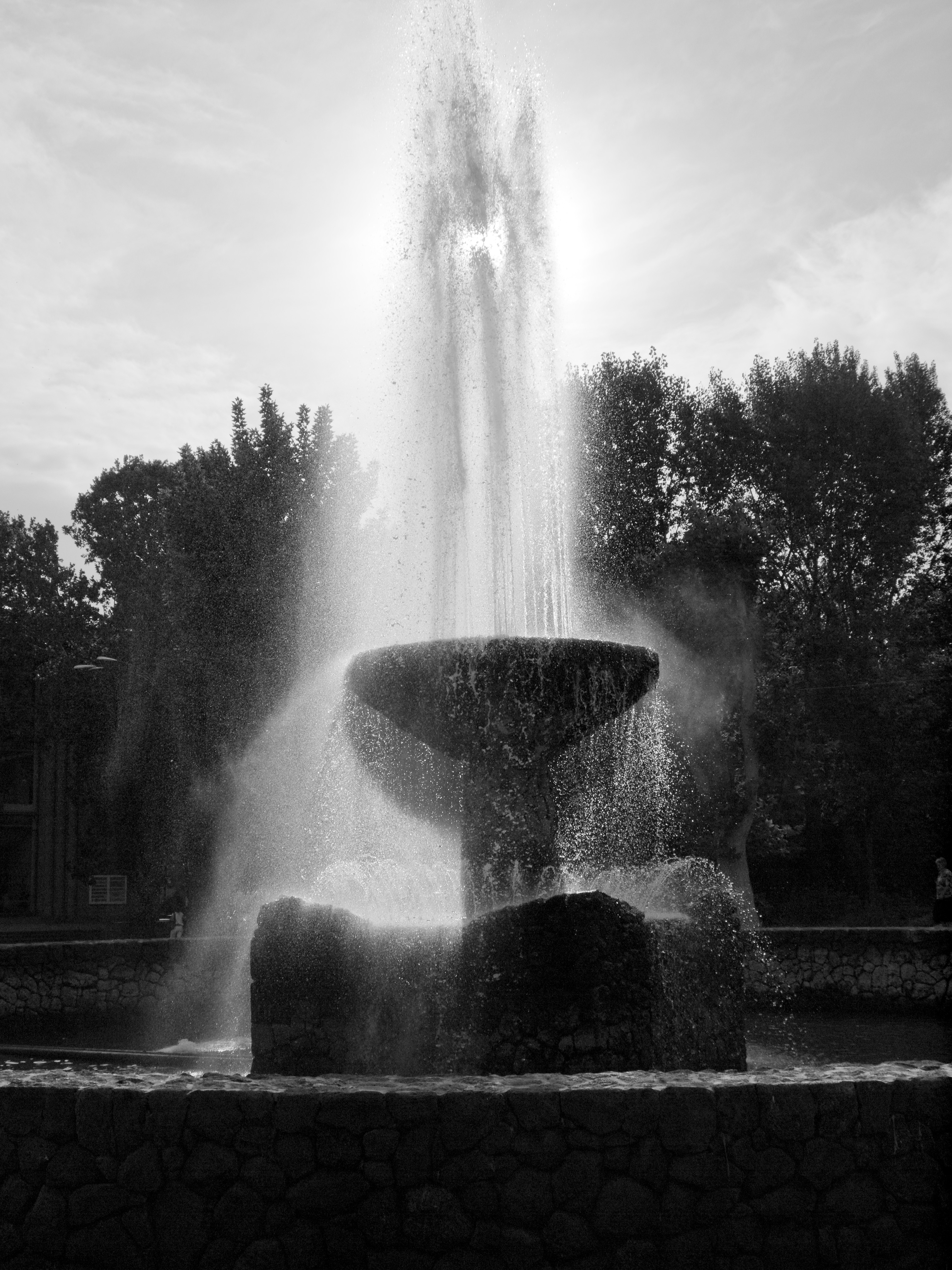
Центральний фонтан
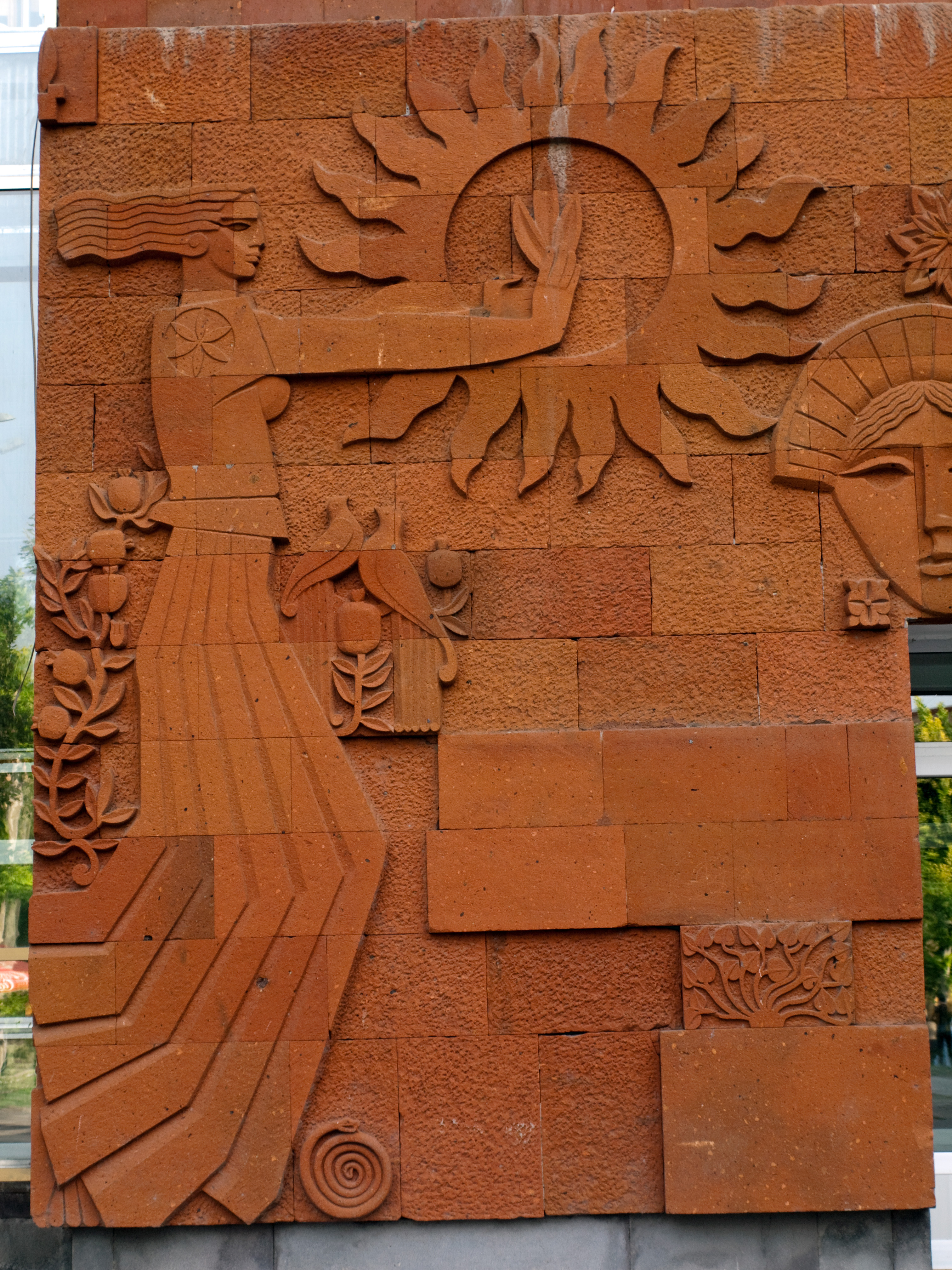
Пам'ятник в парку